# Владе Дивац
Владе Дивац (на сръбски: Владе Дивац) е югославски и сръбски баскетболист и спортен функционер. Най-известен като център на ЛА Лейкърс и Сакраменто Кингс в НБА. Той е един от седемте баскетболисти в НБА с 13 000 точки, 9000 борби, 3000 асистенции и 1500 блокирани удара. Дивац е първият играч извън САЩ с 1000 мача в асоциацията. Член е на Залата на славата на ФИБА и Залата на славата на американския баскетбол.
Между 2000 и 2004 г. е президент на Партизан. От 2009 до 2017 г. е президент на Сръбския олимпийски комитет. Между 2015 и 2020 г. е генерален директор на Сакраменто Кингс.

## Клубна кариера
Между 1983 и 1986 г. играе за Слога. През лятото на 1986 г. Партизан купува Дивац за 14 000 германски марки. През сезон 1986/87 „гробарите“ печелят титлата в югославското първенство, а на следващия сезон е достигнат 1/2-финала на Купата на Европейските шампиони. През сезон 1988/89 Партизан печели Корач Къп. С играчи като Дивац, Желко Обрадович, Предраг Данилович и др „гробарите“ се превръщат в един от най-силните тимове на континента.
През 1989 г. е избран в драфта на НБА от Лос Анджелис Лейкърс. Под менторството на звезди като Меджик Джонсън и Карийм Абдул-Джабар Дивац бързо се адаптира към американския стил на игра и през първия си сезон в НБА попада в идеалния отбор на новобранците. През сезон 1990/91 се налага като титуляр в отбора и Лейкърс достига финала, където губи от Чикаго Булс. След този сезон обаче Лейкърс не успява да достигне по-напред от втори кръг на плейофите. По време на престоя си в Лейкърс записва 830 блокирани удара, като е четвърти в историята на „езерняците“ по този показател.
През 1996 г. е обменен в Шарлът Хорнетс, а Лейкърс получават Кобе Брайънт. Записва два силни сезона в Хорнетс, като тимът и двата пъти достига до плейофите – първи кръг през 1996/97 и втори кръгпрез 1997/98. През 1998 г. преминава със свободен трансфер в Сакраменто Кингс. По време на локаута в НБА през 1999 г. изиграва 2 мача за Цървена звезда. По-късно, когато Дивац става президент на Партизан, обявява, че да облече екипа на „звездашите“ е било голяма грешка. Привличането на Дивац в тима на „кралете“ става част от възраждането на отбора – с играчи като Педжа Стоякович, Хедо Туркоглу, Крис Уебър и Майк Биби отборът редовно достига плейофите, а през сезон 2000/01 е лидер в Западната конференция в редовния сезон. Същата година Дивац за първи път играе в Мача на звездите. През сезон 2001/02 Кингс достига полуфиналите на НБА, но отпада от Лос Анджелис Лейкърс. След като напуска Сакраменто през 2004 г., неговият номер 21 е изваден от употреба.
През сезон 2004/05 отново играе за Лос Анджелис Лейкърс, но поради проблеми в гърба пропуска по-голямата част от сезона.

## Национален отбор
През лятото на 1986 г. дебютира за националния отбор на Югославия на Световното първенство. Запомнящо е представянето му срещу отбора на СССР, в който Дивац записва дабъл-дабъл. Югославия печели бронзовите медали на турнира. В края на 80-те Югославия доминира на европейската и световната сцена, печелейки Евробаскет през 1989 и 1991 г. и Световното първенство през 1990 г. По това време основата на тима са Дивац и Александър Джорджевич от Партизан и хърватските състезатели на Югопластика Дражен Петрович, Дино Раджа и Тони Кукоч.
След разпадането на Югославия Дивац продължава да играе за представителния тим на СР Югославия. През 1995 г. югославяните печелят Евробаскет, а през 1999 г. завършват на трето място в същия турнир. През 2002 г. Дивац става за втори път световен шампион в кариерата си, след като под ръководството на Светислав Пешич Югославия побеждава на финала селекцията на Аржентина, а в основата на успеха са играчи като Педжа Стоякович и Деян Бодирога.

## Като функционер
Още докато е играч на Сакраменто Кингс Дивац става президент на Партизан заедно с бившия си съотборник Предраг Данилович. През този период Партизан доминира в местното първенство, но не впечатлява с резултатите си на европейската арена. Неуспехът да се намери стабилен инвеститор също влияе на резултатите на отбора и през 2004 г. Дивац напуска поста си.
През сезон 2005/06 е скаут в Лос Анджелис Лейкърс. Между 2006 и 2007 г. е съветник в БК Реал Мадрид. Между 2009 и 2017 г. Дивац е председател на Сръбския олимпийски комитет. От 2015 до 2020 г. е генерален мениджър на Сакраменто Кингс, но не успява да повлияе на представянето на „кралете“, които до 2020 г. не са играли на плейоф от 14 сезона.

## Извън баскетбола
По време на кариерата си в НБА Дивац се снима в няколко филма, сред които „Еди“, Космически забивки, „Не сме ангели 3“. Освен това има епизодична роля в Женени с деца.
През 2007 г. основава благотворителната организация „Можеш и ти“, чиято цел е да подпомага емигрантите от югославските войни. Освен това детската фондация на негово име си партнира с благотворителните дружества на Православната църква.

## Успехи

### Клубни
- Шампионат на Югославия – 1986/87
- Купа на Югославия – 1988/89
- Корач къп – 1988/89

### Национален отбор
- Световно първенство – 1990, 2002
- Евробаскет – 1989, 1991, 1995
- Универсиада – 1987
- Световно първенство до 19 г. – 1987
- Европейско първенство до 16 г. – 1985

### Индивидуални
- Европейски баскетболист на годината – 1989
- В отбора на новобранците в НБА – 1989/90
- В мача на звездите на НБА – 2001
- В 50-те най-добри играчи на ФИБА – 1991
- В 50-те най-добри допринесли за развитието на Евролигата – 2008
- Олимпийски орден – 2016
- Награда „Джеймс Уолтър Кенеди“ – 2000